# Landesschülerrat Brandenburg

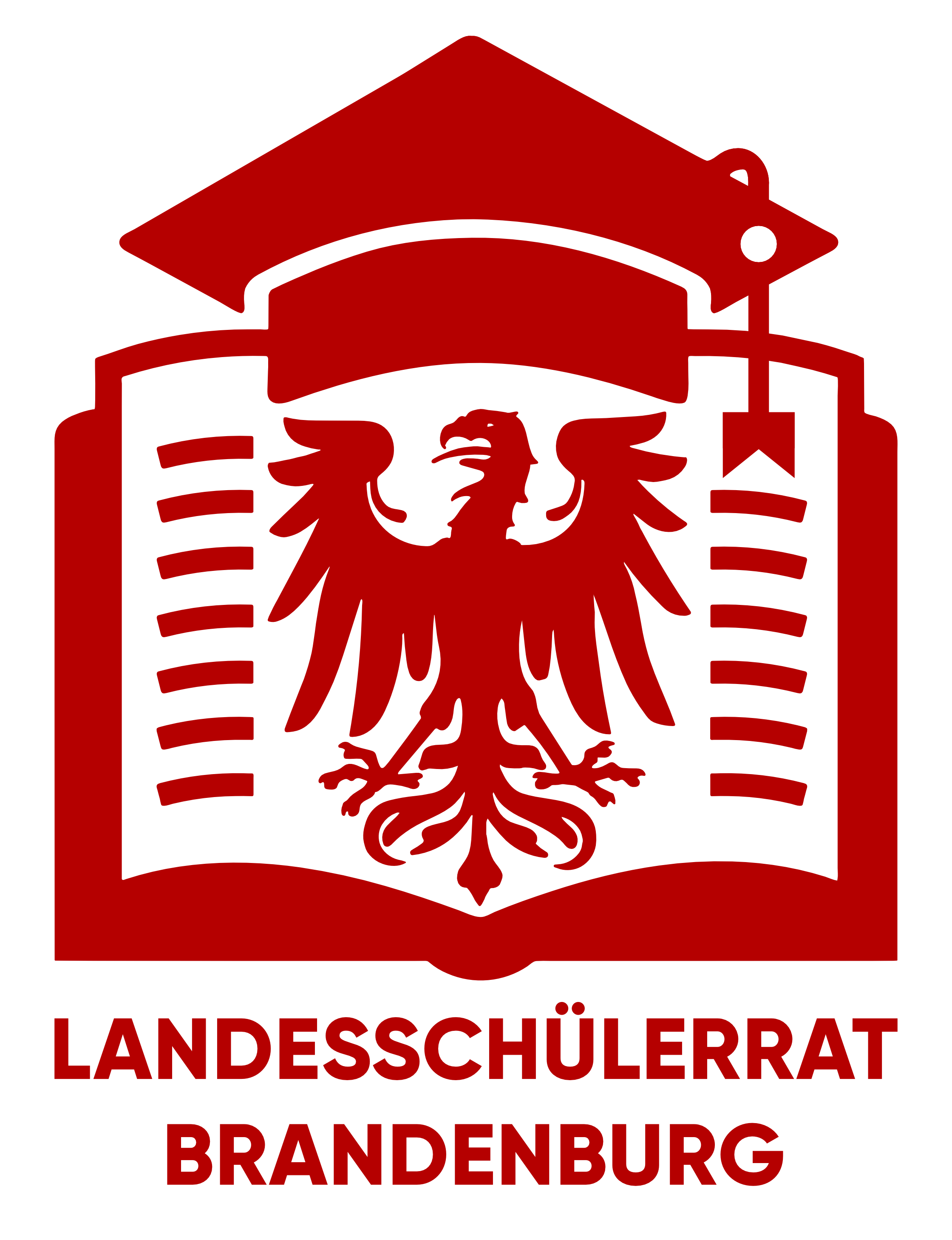
Das offizielle Logo des Landesrates der Schülerinnen und Schüler des Landes Brandenburg.

Der Landesrat der Schülerinnen und Schüler des Landes Brandenburg (kurz: Landesschülerrat, LSR) ist die gesetzlich legitimierte Interessenvertretung der brandenburgischen Schülerschaft. Er ist Gründungsmitglied der Bundesschülerkonferenz. Er besteht aus mehreren Organen und ist in seinen Grundsätzen überparteilich, überkonfessionell, tolerant und demokratisch.
Seine Geschäftsstelle hat der Landesschülerrat im Ministerium für Bildung, Jugend und Sport (kurz: MBJS) des Landes Brandenburg. 
Sprecherin ist Tilda Skerra.

## Organisation
Jede staatliche Schule in Brandenburg wählt in ihrer Konferenz der Schüler einen Vertreter in den Kreisrat. Diese 18 Kreisschülerräte wählen je zwei Vertreter in die Landesdelegiertenkonferenz des Landesschülerrates. Diese hat 36 Mitglieder aus den 18 Landkreisen und kreisfreien Städten Brandenburgs.
Der Landesschülerrat wählt einen Vorstand, der ihn aus mindestens vier Personen, maximal zwölf Personen, im Landesschulbeirat vertritt. Darunter sind ein Sprecher sowie drei stellvertretende Sprecher.
Er wird in seiner Arbeit fachlich und organisatorisch von einer Landesberatungslehrkraft, ggf. einem Teilnehmer am Freiwilligen Sozialen Jahr im Ministerium für Bildung, Jugend und Sport sowie durch die Geschäftsstelle für Mitwirkungsgremien im Bildungsministerium unterstützt. Er ist ausschließlich staatlich finanziert.

## Aufgaben
Die Aufgabe des Landesschülerrates ist es, die Interessen der brandenburgischen Schülerschaft zu vertreten. Er informiert dazu die Öffentlichkeit über seine Anliegen, berät die politischen Entscheidungsträger, stellt Anträge an das für Schule zuständige Ministerium im Landesschulbeirat.

## Liste der Landkreise und kreisfreien Städte
Kraft Gesetz sind die folgenden Kreisschülerräte (amtlich: Kreisräte der Schülerinnen und Schüler), in kreisfreien Städten die Stadtschülerräte, durch je zwei Mitglieder im Landesrat vertreten:
- Barnim
- Brandenburg an der Havel
- Cottbus
- Dahme-Spreewald
- Elbe-Elster
- Frankfurt (Oder)
- Havelland
- Markisch-Oderland
- Oberhavel
- Oberspreewald-Lausitz
- Oder-Spree
- Ostprignitz-Ruppin
- Potsdam
- Potsdam-Mittelmark
- Prignitz
- Spree-Neiße
- Teltow-Fläming
- Uckermark